# Nina Siciliana
Nina Siciliana (fl. XIII secolo) è stata una poetessa italiana del XIII secolo, considerata la prima donna a poetare in volgare. Non si hanno notizie certe sul nome, fu chiamata indifferentemente anche Nina da Messina, Monna Nina, Nina del Dante. Né ve ne sono sulla provenienza: secondo alcuni autori è vissuta a Messina, secondo altri a Palermo.
(Vincenzo Nannucci, 1838.)

## Biografia
Grazie alla passione per la poesia di Costanza d'Altavilla, madre di Federico II di Svevia, Nina conosce la scuola poetica siciliana, rappresentata a Messina da Guido e Oddo delle Colonne, e vi si ispira per comporre i suoi versi.
La sua storicità discussa ha mantenuto vivo per secoli il dibattito letterario, a cui partecipano tra gli altri, Niccolò Tommaseo e Francesco de Sanctis.
Citata dall'Accademia della Crusca, viene invece ritenuta inesistente, per mancanza di fonti primarie certe, dallo studioso abruzzese Adolfo Borgognoni, le cui argomentazioni sono state ritenute dai più poco efficaci.

## Opere
Resta traccia di una corrispondenza epistolare con il poeta fiorentino Dante da Majano, che si innamora di lei leggendone i versi.
Intorno alla metà del XIX secolo, l'erudito Agostino Gallo, sostiene che potrebbe essere stata Nina a comporre anche il sonetto anonimo Onde si muove, e donde nasce amore?, diretto a Guido Cavalcanti, e Ahi lassa innamorata, riconosciuto a Odo delle Colonne e Francesco Trucchi le attribuisce il sonetto Tapina me, presente nel codice Vaticano latino 3793, di fine XIII, inizio XIV secolo.
Secondo la studiosa Mercedes Arriaga, nei sonetti di Nina si trovano alcuni elementi di novità: l’io lirico femminile, spaesato nel mondo, linguaggio e metafore che rompono con la tradizione lirica italiana precedente, collegandosi piuttosto alla lirica provenzale.
...
IN RISPOSTA A DANTE DA MAJANO
Qual sete voi, si cara proferenza,
Che fate a me senza voi mostrare?
Molto m'agenzeria vostra parvenza,
Perché meo cor podesse dichiarare.
Vostro mandato aggrada a mia intenza;
In gioja mi conteria d'udir nomare
Lo vostro nome, che fa proferenza
D'essere sottoposto a me innorare.
Lo core meo pensare non savria
Nessuna cosa, che sturbasse amanza,
Così affermo, e voglio ognor che sia,
D' udendovi parlar è voglia mia:
Se vostra penna ha bona consonanza
Col vostro core, ond' ha tra lor resia?
...
TAPINA ME
Tapina me che amava uno sparviero, amaval tanto ch'io me ne moria;
a lo richiamo ben m'era maniero, ed unque troppo pascer nol dovia.
Or è montato e salito sì altero, assai più altero che far non solia;
ed è assiso dentro a un verziero, e un'altra donna l'averà in balìa.
Isparvier mio, ch'io t'avea nodrito; sonaglio d'oro ti facea portare,
perché nell'uccellar fossi più ardito. Or sei salito siccome lo mare,
ed hai rotto li geti e sei fuggito, quando eri fermo nel tuo uccellare.

## Riconoscimenti

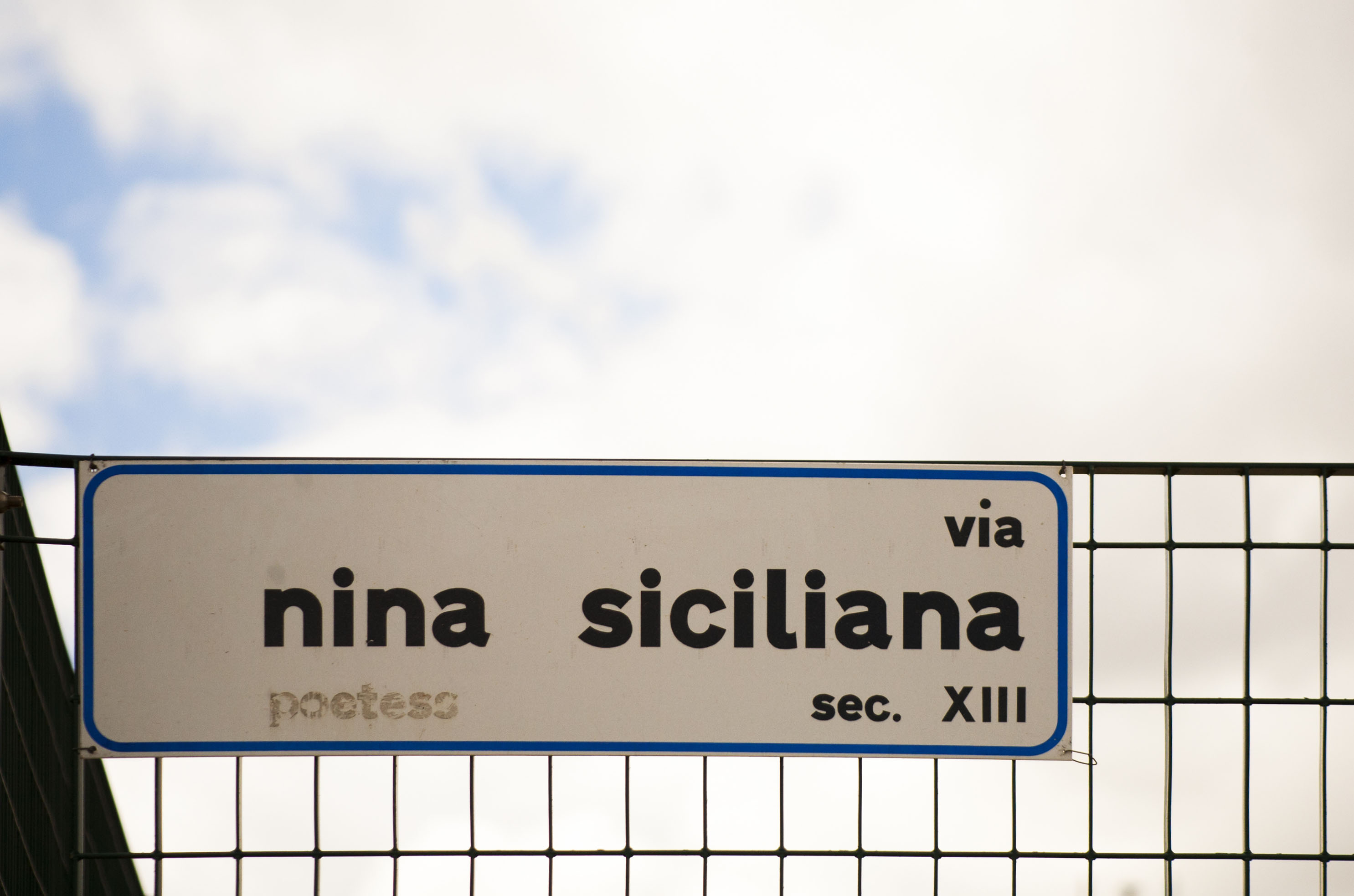
La strada di Palermo intitolata alla poetessa

La città di Palermo le ha intitolato una strada che collega via Perpignano a via degli Emiri. Inoltre fino al 1930 nella chiesa di San Domenico, un monumento a lei dedicato riportava i seguenti versi di Agostino Gallo:
A Nina
ornamento del siculo Pernaso
cara alle Grazie a poetar fu prima
fra il vago sesso nel volgare in rima
astro d’amor brillò nel ciel sicano
per fama accese Dante da Majano.
Fiorì nel secolo di Federico lo Svevo verso il MCCLXXX.
Anche la città di Messina la ricorda, associandone il nome alla città, con una strada che collega via Garibaldi e viale della Libertà.